# Ivan Růžička
Ivan Růžička (12. srpna 1927 Praha – 17. prosince 2014 Florida) byl český hudební skladatel, dirigent a herec.

## Život
Studoval na reálném gymnáziu v Praze a hru na klavír ve škole Unie československých hudebníků z povolání. Ve skladbě byl žákem Miroslava Krejčího. Působil jako sólový klavírista a jako korepetitor v Baletním studiu. V letech 1952–1953 byl korepetitorem Československého souboru písní a tanců. V roce 1954 byl konferenciérem Státního cirkusu a dirigentem armádního souboru Vítězná křídla. Později působil jako dirigent u symfonických orchestrů v Polsku.
Jako herec začínal již ve válečných letech v Zájezdové scéně ředitele Josefa Marečka. V letech 1945–1948 hrál v pražském Haló-Kabaretu a Divadle Voskovce a Wericha. V padesátých letech byl hercem a programovým ředitelem Vesnického divadla. Ztvárnil i několik rolí ve filmu.

## Dílo

### Hudební
- Smyčcový kvartet
- Suita sinfonica pro orchestr
- Cinque movimenti (orchestr)
- Scénická hudba
- Baletní hudba
- Písně a šansony

### Filmové role
- Dům na Ořechovce (1959)
- Jarní povětří (1961)
- Postava k podpírání (1963)
- Křik (1963)
- Klíč (1971)